# (721) Tabora
Pour les articles homonymes, voir Tabora.
(721) Tabora est un astéroïde de la ceinture principale découvert le 18 octobre 1911 par l'astronome allemand Franz Kaiser. Sa désignation provisoire était 1911 MZ.